# Sainte-Praxède (titre cardinalice)
Pour les articles homonymes, voir Sainte-Praxède (homonymie).
Le titre cardinalice de Sainte-Praxède est érigé par le pape Évariste en 112[réf. nécessaire] puis fut toujours présent à partir du synode du 1er mars 499. Il est longtemps rattaché à la basilique Saint-Laurent-hors-les-Murs puis à la basilique Sainte-Praxède qui se trouve dans le rione de Monti à Rome.

## Titulaires
| - Silvano Antonio (?) (318?-?) - Serrao Aquileo (ou Serrano) (?) (335?-?) - Domizio Ligo (?) (387?-?) - Annio Longo (?) (421?-?) - Severo Flavio (475?-?) - Ginesio (?) (478?-?) - Sebastiano (?) (482?-?) - Lorenzo Celio (494-?) - Lorenzo (?) (515?-?) - Pietro (530?-?) - Avenzio (590-?) - Pasquale Massimi (796-817), futur Pascal Ier - Ottavio Elario (ou Elarius) (829-?) - Adimaro (ou Aldemaro, Adhemar, Aldemar) (1062-circa 1073) - Benedetto Cao (ou Caius) (1073-1077 ou 1087) - Desiderio (après 1077 ou 1087-avant 1099) - Lamberto Scannabecchi (1099-1105) - Desiderio (ou Didier) (1105-circa 1138) - Chrysogone (1138-1140) - Ubaldo Allucingoli (1141-1158), futur Lucius III - Ridolfo Nigelli (ou Rodolfo, ou Radulfo ou Raoul) (1188-1189) - Soffredo Errico Gaetani (ou Soffrido, ou Goffredo) (1193-1210) - Giovanni Colonna (1212-1245) - Anchero Pantaléon (ou Antero) (1262-1286) - Nicolas Caignet de Fréauville (1312-1321) - Pedro Gómez Barroso (1327-1341) - Gilles Rigaud de Ruffiac (1350-1353) - Marco de Viterbe (1366-1369) - Pedro Gómez Barroso de Albornoz (1371-1374) - Pietro Pileo di Prata (1378-1384) - Tommaso Ammanati (1385-1396), pseudo-cardinal de l'antipape Clément VII - Pedro Fernandez de Frias (1405-1412), pseudo-cardinal de l'antipape Clément VII - Antonio Calvi (1405-1409) - Raimond Mairose (1426-1427) - Vacant (1427-1440) - Jean Le Jeune (de Macel) (1440-1441) - Alain de Coëtivy (1448-1465); in commendam (1465-1474) - Giovanni Arcimboldo (1476-1488) - Antonio Gentile Pallavicino (ou Antoniotto) (1489-1503) - Gabriele de' Gabrielli (1507-1511) - Christopher Bainbridge (1511-1514) - Antonio Maria Ciocchi del Monte (1514-1521) - Hippolyte de Medicis (1529-1532) - Tommaso De Vio (1534) - Francesco Cornaro (1535-1541) - Philippe de La Chambre (1541-1542) - Gasparo Contarini (1542) - Giovanni Maria Ciocchi del Monte (1542-1543) - Miguel de Silva (1543-1552) - Cristoforo Guidalotti Ciocchi del Monte (1552-1564) - Carlo Borromeo (1564-1584) - Nicolas de Pellevé (1584-1594) - Alexandre Ottaviano de Médicis (1594-1600), futur Léon XI - Simeone Tagliavia d'Aragonia (1600) | - Antonio Maria Galli (o Gallo) (1600-1605) - Ottavio Acquaviva d'Aragona, seniore (1605-1612) - Bartolomeo Cesi (1613-1620) - Roberto Bellarmino (1620-1621) - François d'Escoubleau de Sourdis (1621-1628) - Marcello Lante (1628-1629) - Roberto Ubaldini (1629-1635) - Guido Bentivoglio (1635-1639) - Giulio Roma (1639-1644) - Ernst Adalbert von Harrach (1644-1667) - Giulio Gabrielli (1667) - Virginio Orsini (1667-1668) - Alderano Cibo-Malaspina (1668-1677) - Luigi Alessandro Omodei (1677-1680) - Pietro Vito Ottoboni (1680-1681) - Francesco Albizzi (1681-1684) - Decio Azzolino (1684-1689) - Giulio Spinola (1689-1691) - Francesco Maidalchini (1691-1700) - Galeazzo Marescotti (1700-1708) - Fabrizio Spada (1708-1710) - Bandino Panciatici (1710-1718) - Francesco Barberini (1718-1721) - Giuseppe Sacripante (1721-1726) - Philippe-Antoine Gualterio (1726-1728) - Lodovico Pico della Mirandola (1728-1731) - Antonfelice Zondadari (1731-1737) - Giorgio Spinola (1737-1738) - Luis Belluga y Moncada (1738-1743) - Angelo Maria Quirini (1743-1755) - Domenico Silvio Passionei (1755-1759) - Giacomo Oddi (1759-1763) - Carlo Vittorio Amedeo delle Lanze (1763-1783) - Vitaliano Borromeo (1783-1793) - Francesco Saverio de Zelada (1793-1801) - Antonio Dugnani (1801-1807) - Carlo Bellisomi (1807-1808) - Vacant (1808-1814) - Giovanni Filippo Gallarati Scotti (1814-1818); in commendam (1818-1819) - Vacant (1819-1823) - Francesco Serlupi Crescenzi (1823-1828) - Antonio Domenico Gamberini (1829-1839); in commendam (1839-1841) - Paolo Polidori (1841-1847) - Luigi Vannicelli Casoni (1847-1877) - Edoardo Borromeo (1878-1881) - Angelo Bianchi (1883-1889) - Tommaso Maria Zigliara (1891-1893) - Gaetano Aloisi Masella (1893-1902) - Rafael Merry del Val y Zulueta (1903-1930) - Raffaele Carlo Rossi (1930-1948) - Vacant (1948-1953) - Pietro Ciriaci (1953-1964) - Owen McCann (1965-1994) - Paul Poupard (1996-) |

## Sources
- (it) Cet article est partiellement ou en totalité issu de l’article de Wikipédia en italien intitulé « Santa Prassede (titolo cardinalizio) » (voir la liste des auteurs).